# Université du Wisconsin à Superior
L'université du Wisconsin à Superior (anglais : University of Wisconsin–Superior) est une université située à Superior, dans le Wisconsin.